# Preußische Rentenversicherungsanstalt

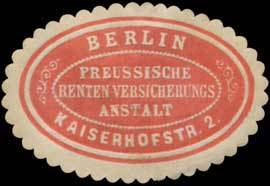
Siegelmarke der Rentenversicherungsanstalt

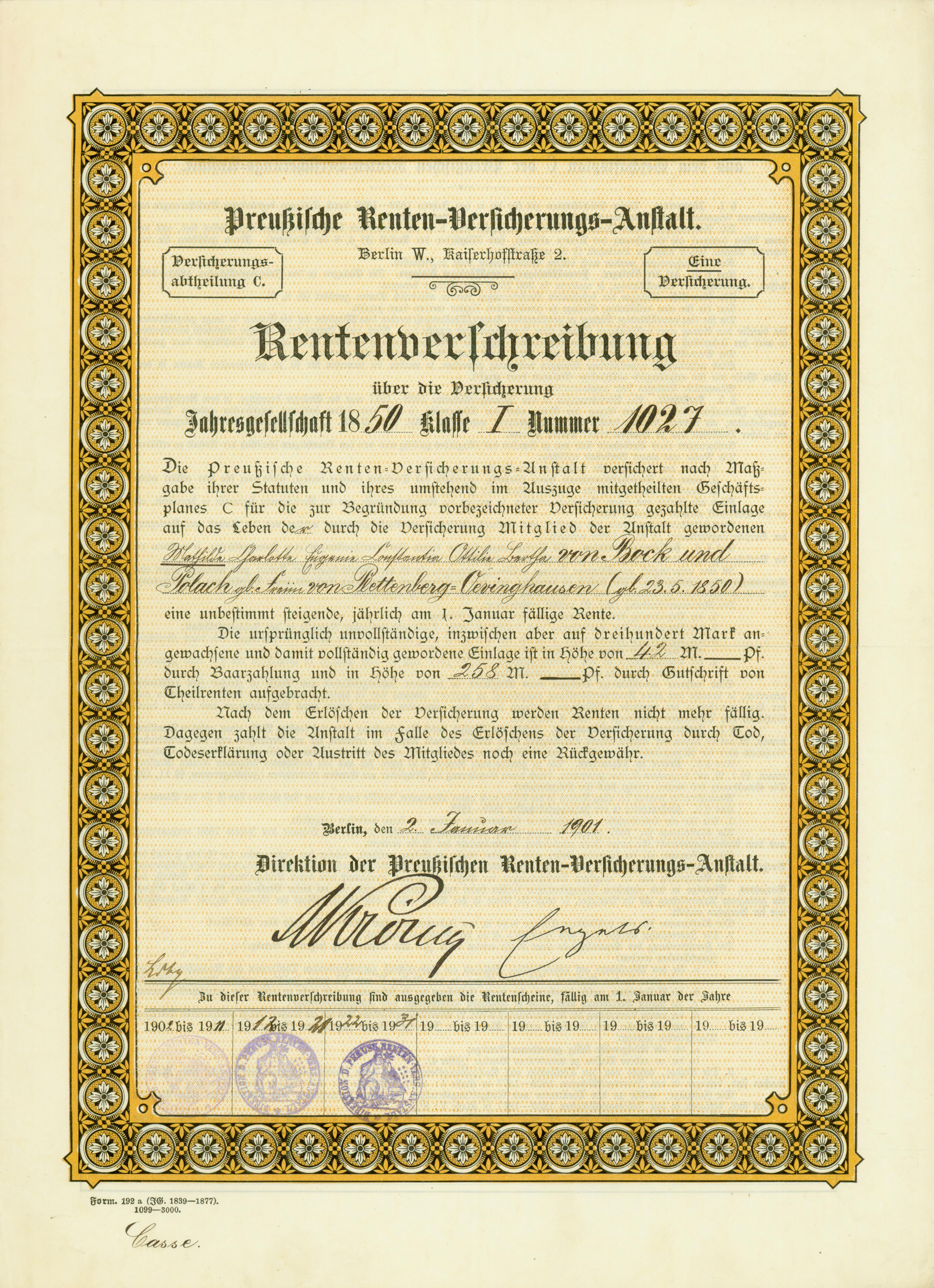
Rentenverschreibung der Preußischen Renten-Versicherungs-Anstalt vom 2. Januar 1901

Die Preußische Rentenversicherungsanstalt war eine private, gemeinnützige Rentenversicherung in Preußen. Sie wurde 1838 eröffnet und bestand bis 1929.
Die Preußische Rentenversicherungsanstalt wurde für die Einwohner des Preußischen Staates mit dem Zweck gegründet, ihren Mitgliedern, sowohl für sich selbst als auch für ihre Angehörigen, nach ihrer Arbeits- und Erwerbsfähigkeit den Unterhalt zu sichern oder den vorhandenen zu verbessern. Die Statuten wurden am 9. Oktober 1838 vom preußischen König Friedrich Wilhelm III. landesherrlich bestätigt. Der Sitz der Anstalt war in Berlin. Zu den Gründern gehörte Joseph Mendelssohn, der wesentlich bei der Entwerfung der Statuten beteiligt war, bis zu seinem Tod 1848 im Kuratorium mitarbeitete und dessen Bankhaus anfänglich die Abwicklung der Finanztransfers zwischen den regionalen Agenturen und der Berliner Zentrale übernahm. Gründungsdirektor wurde Ludwig Blesson, der das Amt bis zu seinem Tod innebehielt.
Die Einrichtung war allen preußischen Untertanen zugänglich, ohne Unterschied des Geschlechts, des Standes, der Religion und ohne Rücksicht auf Alter und Gesundheit des Beitretenden. Als Beitrag zu den Verwaltungskosten der Anstalt wurde von jeder Einlage ein Eintrittsgeld von 15 Silbergroschen auferlegt. Die in demselben Jahre der Anstalt beitretenden Personen bildeten zusammen eine Jahresgesellschaft. In der Regel wurde so für jedes Jahr eine Neue Jahresgesellschaft gebildet. Die Mitglieder einer Jahresgesellschaft wurden ihrem Alter nach in sechs Klassen geteilt.
Die Verwaltung der Anstalt erfolgte durch ein Kuratorium und eine Direktion. Außerdem bestand eine Kommission für die besonderen Geschäfte der Anstalt. Die Mitglieder des Kuratoriums und der Kommission gingen aus einer Wahl hervor. Der preußische König ordnete dem Kuratorium einen Präsidenten bei. Die Mitglieder der Direktion mussten vom preußischen Ministeriums des Innern und der Polizei bestätigt werden. Zur besseren Zugänglichkeit wurden mehrere Agenturen eingerichtet.
1929 fusionierte die Preußische Rentenversicherungsanstalt mit der Lebensversicherungsanstalt für die Armee und Marine und der Kaiser-Wilhelms-Spende. Im selben Jahr erfolgte die Umfirmierung in die Deutsche Beamten-Versicherung öffentliche Lebens- und Renten-Versicherungsanstalt DBV. 1990 kam es zur Gründung der DBV Holding AG und 1996 zur Übernahme der Winterthur-Versicherungen in München und Umfirmierung in DBV-Winterthur Holding AG. 2006 erfolgte der Verkauf an die AXA-Gruppe.